# Stactobia fahjia
Stactobia fahjia är en nattsländeart som först beskrevs av Martin E. Mosely 1948.  Stactobia fahjia ingår i släktet Stactobia och familjen smånattsländor. Inga underarter finns listade i Catalogue of Life.